# Sirtuine 4
La sirtuine 4 est une ADP-ribosyltransférase mitochondriale de la famille des sirtuines. Chez l'homme, elle est codée par le gène SIRT4, situé sur le chromosome 12. Elle a notamment pour effet d'inhiber la glutamate déshydrogénase 1 (en) mitochondriale, ce qui a pour effet de réduire la sécrétion d'insuline en présence d'acides aminés, et de réguler l'oxydation des acides gras et l'expression des gènes dans les mitochondries des cellules du foie (hépatocytes) et des muscles (myocytes).